# Liga Europa da UEFA de 2020–21 – Fase de Grupos
A Fase de Grupos da Liga Europa da UEFA de 2020–21 será disputada entre 22 de outubro até 10 de dezembro de 2020. Um total de 48 equipes vão competir nesta fase. Os vencedores e segundos colocados de cada grupo se qualificarão para a fase final.

## Sorteio
O sorteio para a fase de grupos foi realizado em Nyon no dia 2 de outubro de 2020.
A fase de grupos conta com 48 times distribuídos em 12 grupos de 4 times cada. Os times se enfrentam em partidas de ida e volta dentro dos seus grupos e os dois primeiros se classificam para a fase dezesseis-avos de final, onde eles se juntarão os oito terceiros classificados da fase de grupos da Liga dos Campeões da UEFA de 2020–21. As 48 equipes foram divididas nos quatro potes com base no Ranking da UEFA, com a restrição que as equipes do mesmo país não podem ser tiradas uns contra os outros.
Em cada grupo, as equipes jogam entre si em duelos em casa e fora. Os jogos serão realizados nos dias 22 de Outubro, 29 de Outubro, 5 de Novembro, 26 de novembro, 3 de dezembro e 10 de dezembro de 2020.
| Pote 1           | Coef.  |
| ---------------- | ------ |
| Arsenal          | 91.000 |
| Tottenham        | 85.000 |
| Roma             | 80.000 |
| Napoli           | 77.000 |
| Benfica          | 70.000 |
| Bayer Leverkusen | 61.000 |
| Villarreal       | 56.000 |
| CSKA Moscou      | 44.000 |
| Braga            | 41.000 |
| Gent             | 39.500 |
| PSV Eindhoven    | 37.000 |
| Celtic           | 34.000 |

| Pote 2            | Coef.  |
| ----------------- | ------ |
| Dínamo Zagreb     | 33.500 |
| Sparta Praga      | 30.500 |
| Slavia Praha      | 27.500 |
| Ludogorets        | 26.000 |
| Young Boys        | 25.500 |
| Estrela Vermelha  | 22.750 |
| Rapid Wien        | 22.000 |
| Leicester         | 22.000 |
| Qarabağ           | 21.000 |
| PAOK              | 21.000 |
| Standard de Liège | 20.500 |
| Real Sociedad     | 20.456 |

| Pote 3             | Coef.  |
| ------------------ | ------ |
| Granada            | 20.456 |
| Milan              | 19.000 |
| AZ Alkmaar         | 18.500 |
| Feyenoord          | 17.000 |
| AEK Atenas         | 16.500 |
| Maccabi Tel Aviv   | 16.500 |
| Rangers            | 16.250 |
| Molde              | 15.000 |
| Hoffenheim         | 14.956 |
| LASK               | 14.000 |
| Hapoel Be'er Sheva | 14.000 |
| Cluj               | 12.500 |

| Pote 4         | Coef.  |
| -------------- | ------ |
| Zorya Luhansk  | 12.500 |
| Nice           | 11.849 |
| Lille          | 11.849 |
| Rijeka         | 11.000 |
| Dundalk        | 8.500  |
| Slovan Liberec | 8.000  |
| Antwerp        | 7.580  |
| Lech Poznań    | 7.000  |
| Sivasspor      | 6.720  |
| Wolfsberger    | 6.585  |
| Omonia         | 5.350  |
| CSKA Sófia     | 4.000  |

## Critérios de desempate
Se duas ou mais equipes terminarem iguais em pontos no final dos jogos do grupo, os seguintes critérios serão aplicados para determinar o ranking:
1. Maior número de pontos obtidos nos jogos entre as equipes em questão;
2. Saldo de gols maior nos jogos disputados entre as equipes em questão;
3. Maior número de gols marcados nos jogos disputados entre as equipes em questão;
4. Maior número de gols marcados fora de casa nos jogos disputados entre as equipes em questão;
5. Se mais de duas equipes estiverem empatadas, e todos os critérios de confronto direto acima tiverem sido aplicados, os critérios serão reaplicados entre todas as equipes empatadas;
6. Saldo de gols de todos os jogos disputados no grupo;
7. Maior número de gols marcados em todos os jogos disputados no grupo;
8. Maior número de gols marcados fora de casa nos jogos disputados no grupo;
9. Maior número de vitórias nos jogos disputados no grupo;
10. Maior número de vitórias fora de casa nos jogos disputados no grupo;
11. Pontos de disciplina (cartão vermelho = 3 pontos, cartão amarelo = 1 ponto, expulsão por dois cartões amarelos em uma partida = 3 points);
12. Coeficiente de clube da UEFA.

## Grupos
Os vencedores e os segundos classificados do grupo avançam para a fase dezesseis-avos de final. Todas as partidas seguem o fuso horário da Europa Central (UTC+1).
| Legenda                                 |
| Equipes classificadas para a fase final |
| Equipes eliminadas                      |

#### Grupo A
| Pos | Equipe     | Pts | J | V | E | D | GP | GC | SG | Classificado                     |  | ROM | YB  | CLJ | CSS |
| --- | ---------- | --- | - | - | - | - | -- | -- | -- | -------------------------------- |  | --- | --- | --- | --- |
| 1   | Roma       | 13  | 6 | 4 | 1 | 1 | 13 | 5  | +8 | Classificado às oitavas de final |  | —   | 3–1 | 5–0 | 0–0 |
| 2   | Young Boys | 10  | 6 | 3 | 1 | 2 | 9  | 7  | +2 | Classificado às oitavas de final |  | 1–2 | —   | 2–1 | 3–0 |
| 3   | Cluj       | 5   | 6 | 1 | 2 | 3 | 4  | 10 | −6 | Eliminado                        |  | 0–2 | 1–1 | —   | 0–0 |
| 4   | CSKA Sófia | 5   | 6 | 1 | 2 | 3 | 3  | 7  | −4 | Eliminado                        |  | 3–1 | 0–1 | 0–2 | —   |

1. 1 2  Pontos de confronto direto: CFR Cluj 4, CSKA Sofia 1.

| 22 de Outubro de 2020 | Young Boys      | 1 – 2     | Roma                           | Stade de Suisse, Berna               |
| 18:55                 | Nsame 14' (pen) | Relatório | Bruno Peres 69' · Kumbulla 74' | Árbitro: ESP Carlos del Cerro Grande |

| 22 de Outubro de 2020 | CSKA Sófia | 0 – 2     | Cluj                        | Estádio Nacional Vasil Levski, Sófia |
| 18:55 (19:55 EEST)    |            | Relatório | Rondon 53' · Deac 74' (pen) | Árbitro: TUR Halil Umut Meler        |

| 29 de Outubro de 2020 | Roma | 0 – 0     | CSKA Sófia | Estádio Olímpico de Roma, Roma |
| 21:00                 |      | Relatório |            | Árbitro: BLR Aleksei Kulbakov  |

| 29 de Outubro de 2020 | Cluj       | 1 – 1     | Young Boys    | Stadionul Dr. Constantin Rădulescu, Cluj-Napoca |
| 21:00 (22:00 EET)     | Rondon 62' | Relatório | Fassnacht 69' | Árbitro: SWE Glenn Nyberg                       |

| 05 de Novembro de 2020 | Roma                                                      | 5 – 0     | Cluj | Estádio Olímpico de Roma, Roma |
| 18:55                  | Mkhitaryan 2' · Ibañez 24' · Mayoral 34', 84' · Pedro 89' | Relatório |      | Árbitro: SVN Matej Jug         |

| 05 de Novembro de 2020 | Young Boys                       | 3 – 0     | CSKA Sófia | Stade de Suisse, Berna       |
| 21:00                  | Mambimbi 2', 32' · Sulejmani 18' | Relatório |            | Árbitro: BEL Lawrence Visser |

| 26 de Novembro de 2020 | CSKA Sófia | 0 – 1     | Young Boys | Estádio Nacional Vasil Levski, Sófia |
| 18:55 (19:55 EET)      |            | Relatório | Nsame 34'  | Árbitro: POR Fabio Verissimo         |

| 26 de Novembro de 2020 | Cluj | 0 – 2     | Roma                                    | Stadionul Dr. Constantin Rădulescu, Cluj-Napoca |
| 21:00 (22:00 EET)      |      | Relatório | Debeljuh 49' (g.c) · Veretout 67' (pen) | Árbitro: AUT Harald Lechner                     |

| 03 de Dezembro de 2020 | Roma                                    | 3 – 1     | Young Boys | Estádio Olímpico de Roma, Roma |
| 21:00                  | Mayoral 44' · Calafiori 59' · Džeko 81' | Relatório | Nsame 34'  | Árbitro: CRO Fran Jović        |

| 03 de Dezembro de 2020 | Cluj | 0 – 0     | CSKA Sófia | Stadionul Dr. Constantin Rădulescu, Cluj-Napoca |
| 21:00 (22:00 EET)      |      | Relatório |            | Árbitro: FRA Amaury Delerue                     |

| 10 de Dezembro de 2020 | Young Boys                        | 2 – 1     | Cluj         | Stade de Suisse, Berna      |
| 18:55                  | Nsame 90+3' (pen) · Gaudino 90+6' | Relatório | Debeljuh 84' | Árbitro: FRA Benoît Bastien |

| 10 de Dezembro de 2020 | CSKA Sófia                         | 3 – 1     | Roma         | Estádio Nacional Vasil Levski, Sófia |
| 18:55 (19:55 EET)      | Tiago Rodrigues 5' · Sowe 34', 55' | Relatório | Milanese 22' | Árbitro: BIH Irfan Peljto            |

#### Grupo B
| Pos | Equipe     | Pts | J | V | E | D | GP | GC | SG  | Classificado                     |  | ARS | MOL | RW  | DUN |
| --- | ---------- | --- | - | - | - | - | -- | -- | --- | -------------------------------- |  | --- | --- | --- | --- |
| 1   | Arsenal    | 18  | 6 | 6 | 0 | 0 | 20 | 5  | +15 | Classificado às oitavas de final |  | —   | 4–1 | 4–1 | 3–0 |
| 2   | Molde      | 10  | 6 | 3 | 1 | 2 | 9  | 11 | −2  | Classificado às oitavas de final |  | 0–3 | —   | 1–0 | 3–1 |
| 3   | Rapid Wien | 7   | 6 | 2 | 1 | 3 | 11 | 13 | −2  | Eliminado                        |  | 1–2 | 2–2 | —   | 4–3 |
| 4   | Dundalk    | 0   | 6 | 0 | 0 | 6 | 8  | 19 | −11 | Eliminado                        |  | 2–4 | 1–2 | 1–3 | —   |

| 22 de Outubro de 2020 | Dundalk    | 1 – 2     | Molde                              | Aviva Stadium, Dublin       |
| 18:55 (17:55 IST)     | Murray 35' | Relatório | Hussain 62' · Omoijuanfo 72' (pen) | Árbitro: FIN Petri Viljanen |

| 22 de Outubro de 2020 | Rapid Wien  | 1 – 2     | Arsenal                         | Allianz Stadion, Viena      |
| 18:55                 | Fountas 51' | Relatório | David Luiz 70' · Aubameyang 74' | Árbitro: CZE Pavel Královec |

| 29 de Outubro de 2020 | Arsenal                              | 3 – 0     | Dundalk | Emirates Stadium, Londres |
| 21:00 (20:00 GMT)     | Nketiah 42' · Willock 44' · Pépé 46' | Relatório |         | Árbitro: SVK Filip Glova  |

| 29 de Outubro de 2020 | Molde          | 1 – 0     | Rapid Wien | Aker Stadion, Molde         |
| 21:00                 | Omoijuanfo 65' | Relatório |            | Árbitro: CZE Petr Ardeleanu |

| 05 de Novembro de 2020 | Rapid Wien                                         | 4 – 3     | Dundalk                                    | Allianz Stadion, Viena             |
| 18:55                  | Ljubicic 22' · Arase 79' · Hofmann 87' · Demir 90' | Relatório | Hoban 7' · McMillan 82' (pen), 90+6' (pen) | Árbitro: MLT Trustin Farrugia Cann |

| 05 de Novembro de 2020 | Arsenal                                                        | 4 – 1     | Molde         | Emirates Stadium, Londres     |
| 21:00 (20:00 GMT)      | Haugen 45+1' (g.c) · Sinyan 62' (g.c) · Pépé 70' · Willock 88' | Relatório | Ellingsen 22' | Árbitro: TUR Halil Umut Meler |

| 26 de Novembro de 2020 | Molde | 0 – 3     | Arsenal                             | Aker Stadion, Molde       |
| 18:55                  |       | Relatório | Pépé 50' · Nelson 55' · Balogun 83' | Árbitro: BIH Irfan Peljto |

| 26 de Novembro de 2020 | Dundalk           | 1 – 3     | Rapid Wien                      | Aviva Stadium, Dublin     |
| 21:00 (20:00 GMT)      | Shields 63' (pen) | Relatório | Knasmüllner 11' · Kara 37', 58' | Árbitro: HUN Tamás Bognar |

| 03 de Dezembro de 2020 | Arsenal                                                       | 4 – 1     | Rapid Wien   | Emirates Stadium, Londres  |
| 21:00 (20:00 GMT)      | Lacazette 10' · Pablo Marí 18' · Nketiah 44' · Smith Rowe 66' | Relatório | Kitagawa 47' | Árbitro: ROU Radu Petrescu |

| 03 de Dezembro de 2020 | Molde                                       | 3 – 1     | Dundalk      | Aker Stadion, Molde         |
| 21:00                  | Eikrem 30' · Omoijuanfo 41' · Ellingsen 67' | Relatório | Flores 90+4' | Árbitro: GER Daniel Siebert |

| 10 de Dezembro de 2020 | Dundalk                | 2 – 4     | Arsenal                                              | Aviva Stadium, Dublin   |
| 18:55 (17:55 GMT)      | Flores 22' · Hoare 85' | Relatório | Nketiah 12' · Elneny 18' · Willock 67' · Balogun 80' | Árbitro: CRO Ivan Bebek |

| 10 de Dezembro de 2020 | Rapid Wien                      | 2 – 2     | Molde           | Allianz Stadion, Viena   |
| 18:55                  | Ritzmaier 43' · Ibrahimoglu 90' | Relatório | Eikrem 12', 46' | Árbitro: ITA Marco Guida |

#### Grupo C
| Pos | Equipe             | Pts | J | V | E | D | GP | GC | SG  | Classificado                     |  | LEV | SLP | HBS | NCE |
| --- | ------------------ | --- | - | - | - | - | -- | -- | --- | -------------------------------- |  | --- | --- | --- | --- |
| 1   | Bayer Leverkusen   | 15  | 6 | 5 | 0 | 1 | 21 | 8  | +13 | Classificado às oitavas de final |  | —   | 4–0 | 4–1 | 6–2 |
| 2   | Slavia Praha       | 12  | 6 | 4 | 0 | 2 | 11 | 10 | +1  | Classificado às oitavas de final |  | 1–0 | —   | 3–0 | 3–2 |
| 3   | Hapoel Be'er Sheva | 6   | 6 | 2 | 0 | 4 | 7  | 13 | −6  | Eliminado                        |  | 2–4 | 3–1 | —   | 1–0 |
| 4   | Nice               | 3   | 6 | 1 | 0 | 5 | 8  | 16 | −8  | Eliminado                        |  | 2–3 | 1–3 | 1–0 | —   |

| 22 de Outubro de 2020 | Bayer Leverkusen                                                    | 6 – 2     | Nice                            | BayArena, Leverkusen    |
| 18:55                 | Amiri 11' · Alario 16' · Diaby 61' · Bellarabi 79', 83' · Wirtz 87' | Relatório | Gouiri 31' · Claude-Maurice 90' | Árbitro: CRO Fran Jović |

| 22 de Outubro de 2020 | Hapoel Be'er Sheva              | 3 – 1     | Slavia Praha | HaMoshava Stadium, Petah Tikva |
| 18:55 (19:55 IDT)     | Agudelo 45' · Acolatse 86', 88' | Relatório | Provod 75'   | Árbitro: BEL Lawrence Visser   |

| 29 de Outubro de 2020 | Slavia Praha | 1 – 0     | Bayer Leverkusen | Estádio Sinobo, Praga       |
| 21:00                 | Olayinka 80' | Relatório |                  | Árbitro: SCO William Collum |

| 29 de Outubro de 2020 | Nice       | 1 – 0     | Hapoel Be'er Sheva | Allianz Riviera, Nice       |
| 21:00                 | Gouiri 23' | Relatório |                    | Árbitro: ENG Chris Kavanagh |

| 05 de Novembro de 2020 | Slavia Praha               | 3 – 2     | Nice                     | Estádio Sinobo, Praga     |
| 18:55                  | Kuchta 16', 71' · Sima 43' | Relatório | Gouiri 33' · Ndoye 90+3' | Árbitro: DEN Jakob Kehlet |

| 05 de Novembro de 2020 | Hapoel Be'er Sheva | 2 – 4     | Bayer Leverkusen                             | HaMoshava Stadium, Petah Tikva |
| 18:55 (19:55 IST)      | Acolatse 11', 25'  | Relatório | Bailey 5', 75' · Dadia 39' (g.c) · Wirtz 88' | Árbitro: ROU Radu Petrescu     |

| 26 de Novembro de 2020 | Bayer Leverkusen                                    | 4 – 1     | Hapoel Be'er Sheva | BayArena, Leverkusen   |
| 21:00                  | Schick 29' · Bailey 48' · Demirbay 76' · Alario 80' | Relatório | Shviro 58'         | Árbitro: POL Pawel Gil |

| 26 de Novembro de 2020 | Nice       | 1 – 3     | Slavia Praha                        | Allianz Riviera, Nice     |
| 21:00                  | Gouiri 61' | Relatório | Lingr 15' · Olayinka 64' · Sima 75' | Árbitro: SWE Glenn Nyberg |

| 03 de Dezembro de 2020 | Slavia Praha                | 3 – 0     | Hapoel Be'er Sheva | Estádio Sinobo, Praga     |
| 21:00                  | Sima 31', 85' · Stanciu 36' | Relatório |                    | Árbitro: HUN Tamás Bognar |

| 03 de Dezembro de 2020 | Nice                   | 2 – 3     | Bayer Leverkusen                              | Allianz Riviera, Nice         |
| 21:00                  | Kamara 26' · Ndoye 47' | Relatório | Diaby 22' · Dragović 32' · Baumgartlinger 51' | Árbitro: ITA Maurizio Mariani |

| 10 de Dezembro de 2020 | Bayer Leverkusen                             | 4 – 0     | Slavia Praha | BayArena, Leverkusen            |
| 18:55                  | Bailey 8', 32' · Diaby 59' · Bellarabi 90+1' | Relatório |              | Árbitro: GRE Tasos Sidiropoulos |

| 10 de Dezembro de 2020 | Hapoel Be'er Sheva | 1 – 0     | Nice | HaMoshava Stadium, Petah Tikva |
| 18:55 (19:55 IST)      | Hatuel 72'         | Relatório |      | Árbitro: EST Kristo Tohver     |

#### Grupo D
| Pos | Equipe            | Pts | J | V | E | D | GP | GC | SG | Classificado                     |  | RAN | BEN | STL | LCH |
| --- | ----------------- | --- | - | - | - | - | -- | -- | -- | -------------------------------- |  | --- | --- | --- | --- |
| 1   | Rangers           | 14  | 6 | 4 | 2 | 0 | 13 | 7  | +6 | Classificado às oitavas de final |  | —   | 2–2 | 3–2 | 1–0 |
| 2   | Benfica           | 12  | 6 | 3 | 3 | 0 | 18 | 9  | +9 | Classificado às oitavas de final |  | 3–3 | —   | 3–0 | 4–0 |
| 3   | Standard de Liège | 4   | 6 | 1 | 1 | 4 | 7  | 14 | −7 | Eliminado                        |  | 0–2 | 2–2 | —   | 2–1 |
| 4   | Lech Poznań       | 3   | 6 | 1 | 0 | 5 | 6  | 14 | −8 | Eliminado                        |  | 0–2 | 2–4 | 3–1 | —   |

| 22 de Outubro de 2020 | Standard de Liège | 0 – 2     | Rangers                           | Stade Maurice Dufrasne, Liège |
| 18:55                 |                   | Relatório | Tavernier 19' (pen) · Roofe 90+3' | Árbitro: DEN Jakob Kehlet     |

| 22 de Outubro de 2020 | Lech Poznań    | 2 – 4     | Benfica                                | Estádio Municipal de Poznań, Poznań |
| 18:55                 | Ishak 15', 48' | Relatório | Pizzi 9' (pen) · Núñez 42', 60', 90+3' | Árbitro: MNE Nikola Dabanović       |

| 29 de Outubro de 2020 | Benfica                                      | 3 – 0     | Standard de Liège | Estádio da Luz, Lisboa         |
| 21:00 (20:00 WET)     | Pizzi 49' (pen), 76' · Waldschmidt 66' (pen) | Relatório |                   | Árbitro: FRA François Letexier |

| 29 de Outubro de 2020 | Rangers     | 1 – 0     | Lech Poznań | Ibrox Stadium, Glasgow     |
| 21:00 (20:00 GMT)     | Morelos 68' | Relatório |             | Árbitro: EST Kristo Tohver |

| 05 de Novembro de 2020 | Benfica                                         | 3 – 3     | Rangers                                        | Estádio da Luz, Lisboa         |
| 18:55 (17:55 WET)      | Goldson 2' (g.c) · Rafa Silva 77' · Núñez 90+1' | Relatório | Gonçalves 24' (g.c) · Kamara 25' · Morelos 51' | Árbitro: ESP Jesús Gil Manzano |

| 05 de Novembro de 2020 | Lech Poznań                 | 3 – 1     | Standard de Liège | Estádio Municipal de Poznań, Poznań |
| 18:55                  | Skóraś 14' · Ishak 22', 48' | Relatório | Lestienne 29'     | Árbitro: AUT Manuel Schuettengruber |

| 26 de Novembro de 2020 | Standard de Liège          | 2 – 1     | Lech Poznań | Stade Maurice Dufrasne, Liège |
| 21:00                  | Tapsoba 63' · Laifis 90+3' | Relatório | Ishak 61'   | Árbitro: CZE Petr Ardeleanu   |

| 26 de Novembro de 2020 | Rangers                | 2 – 2     | Benfica                       | Ibrox Stadium, Glasgow     |
| 21:00 (20:00 GMT)      | Arfield 7' · Roofe 69' | Relatório | Gonçalo Ramos 78' · Pizzi 81' | Árbitro: ROU Radu Petrescu |

| 03 de Dezembro de 2020 | Benfica                                            | 4 – 0     | Lech Poznań | Estádio da Luz, Lisboa        |
| 21:00 (20:00 WET)      | Vertonghen 36' · Núñez 57' · Pizzi 58' · Weigl 89' | Relatório |             | Árbitro: SRB Srdjan Jovanović |

| 03 de Dezembro de 2020 | Rangers                                           | 3 – 2     | Standard de Liège      | Ibrox Stadium, Glasgow     |
| 21:00 (20:00 GMT)      | Goldson 39' · Tavernier 45+1' (pen) · Arfield 63' | Relatório | Lestienne 6' · Čop 41' | Árbitro: SWE Bojan Pandžić |

| 10 de Dezembro de 2020 | Standard de Liège        | 2 – 2     | Benfica                       | Stade Maurice Dufrasne, Liège |
| 18:55                  | Raskin 12' · Tapsoba 60' | Relatório | Everton 16' · Pizzi 67' (pen) | Árbitro: BLR Aleksei Kulbakov |

| 10 de Dezembro de 2020 | Lech Poznań | 0 – 2     | Rangers              | Estádio Municipal de Poznań, Poznań |
| 18:55                  |             | Relatório | Itten 31' · Hagi 72' | Árbitro: ESP José María Sánchez     |

#### Grupo E
| Pos | Equipe        | Pts | J | V | E | D | GP | GC | SG | Classificado                     |  | PSV | GRA | PAOK | OMO |
| --- | ------------- | --- | - | - | - | - | -- | -- | -- | -------------------------------- |  | --- | --- | ---- | --- |
| 1   | PSV Eindhoven | 12  | 6 | 4 | 0 | 2 | 12 | 9  | +3 | Classificado às oitavas de final |  | —   | 1–2 | 3–2  | 4–0 |
| 2   | Granada       | 11  | 6 | 3 | 2 | 1 | 6  | 3  | +3 | Classificado às oitavas de final |  | 0–1 | —   | 0–0  | 2–1 |
| 3   | PAOK          | 6   | 6 | 1 | 3 | 2 | 8  | 7  | +1 | Eliminado                        |  | 4–1 | 0–0 | —    | 1–1 |
| 4   | Omonia        | 4   | 6 | 1 | 1 | 4 | 5  | 12 | −7 | Eliminado                        |  | 1–2 | 0–2 | 2–1  | —   |

| 22 de Outubro de 2020 | PSV Eindhoven | 1 – 2     | Granada                 | Philips Stadion, Eindhoven |
| 18:55                 | Götze 45+1'   | Relatório | Molina 57' · Machís 66' | Árbitro: GER Felix Zwayer  |

| 22 de Outubro de 2020 | PAOK     | 1 – 1     | Omonia       | Estádio Toumba, Tessalônica |
| 18:55 (19:55 EEST)    | Murg 56' | Relatório | Bauthéac 16' | Árbitro: SCO Bobby Madden   |

| 29 de Outubro de 2020 | Omonia          | 1 – 2     | PSV Eindhoven    | Estádio GSP, Strovolos      |
| 21:00 (22:00 EET)     | Jordi Gómez 29' | Relatório | Malen 40', 90+2' | Árbitro: LTU Donatas Rumšas |

| 29 de Outubro de 2020 | Granada | 0 – 0     | PAOK | Estádio Nuevo Los Cármenes, Granada |
| 21:00                 |         | Relatório |      | Árbitro: POR Tiago Martins          |

| 05 de Novembro de 2020 | PAOK                                        | 4 – 1     | PSV Eindhoven    | Estádio Toumba, Tessalônica   |
| 18:55 (19:55 EET)      | Schwab 47' · Zivkovic 56', 66' · Tzolis 58' | Relatório | Zahavi 21' (pen) | Árbitro: POL Daniel Stefanski |

| 05 de Novembro de 2020 | Omonia | 0 – 2     | Granada                 | Estádio GSP, Strovolos  |
| 18:55 (19:55 EET)      |        | Relatório | Herrera 4' · Suárez 63' | Árbitro: CRO Ivan Bebek |

| 26 de Novembro de 2020 | PSV Eindhoven                       | 3 – 2     | PAOK                   | Philips Stadion, Eindhoven    |
| 21:00                  | Gakpo 20' · Madueke 51' · Malen 53' | Relatório | Varela 4' · Tzolis 13' | Árbitro: LVA Andris Treimanis |

| 26 de Novembro de 2020 | Granada                      | 2 – 1     | Omonia     | Estádio Nuevo Los Cármenes, Granada |
| 21:00                  | Suárez 8' · Alberto Soro 73' | Relatório | Asante 60' | Árbitro: FRA Stéphanie Frappart     |

| 03 de Dezembro de 2020 | Omonia                         | 2 – 1     | PAOK       | Estádio GSP, Strovolos    |
| 21:00 (22:00 EET)      | Kakoullis 9' · Gómez 84' (pen) | Relatório | Tzolis 39' | Árbitro: ENG Craig Pawson |

| 03 de Dezembro de 2020 | Granada | 0 – 1     | PSV Eindhoven | Estádio Nuevo Los Cármenes, Granada |
| 21:00                  |         | Relatório | Malen 38'     | Árbitro: ISR Roi Reinshreiber       |

| 10 de Dezembro de 2020 | PSV Eindhoven                                       | 4 – 0     | Omonia | Philips Stadion, Eindhoven |
| 18:55                  | Malen 36' · Dumfries 63' (pen) · Piroe 90+1', 90+3' | Relatório |        | Árbitro: SCO Kevin Clancy  |

| 10 de Dezembro de 2020 | PAOK | 0 – 0     | Granada | Estádio Toumba, Tessalônica |
| 18:55 (19:55 EET)      |      | Relatório |         | Árbitro: SCO John Beaton    |

#### Grupo F
| Pos | Equipe        | Pts | J | V | E | D | GP | GC | SG | Classificado                     |  | NAP | RSO | AZ  | RJK |
| --- | ------------- | --- | - | - | - | - | -- | -- | -- | -------------------------------- |  | --- | --- | --- | --- |
| 1   | Napoli        | 11  | 6 | 3 | 2 | 1 | 7  | 4  | +3 | Classificado às oitavas de final |  | —   | 1–1 | 0–1 | 2–0 |
| 2   | Real Sociedad | 9   | 6 | 2 | 3 | 1 | 5  | 4  | +1 | Classificado às oitavas de final |  | 0–1 | —   | 1–0 | 2–2 |
| 3   | AZ Alkmaar    | 8   | 6 | 2 | 2 | 2 | 7  | 5  | +2 | Eliminado                        |  | 1–1 | 0–0 | —   | 4–1 |
| 4   | Rijeka        | 4   | 6 | 1 | 1 | 4 | 6  | 12 | −6 | Eliminado                        |  | 1–2 | 0–1 | 2–1 | —   |

| 22 de Outubro de 2020 | Napoli | 0 – 1     | AZ Alkmaar   | Estádio San Paolo, Nápoles    |
| 18:55                 |        | Relatório | Karlsson 57' | Árbitro: POL Daniel Stefanski |

| 22 de Outubro de 2020 | Rijeka | 0 – 1     | Real Sociedad  | Stadion Rujevica, Rijeka        |
| 18:55                 |        | Relatório | Bautista 90+3' | Árbitro: POL Bartosz Frankowski |

| 29 de Outubro de 2020 | AZ Alkmaar                                                 | 4 – 1     | Rijeka        | AFAS Stadion, Alkmaar      |
| 21:00                 | Koopmeiners 6' (pen) · Guðmundsson 20', 60' · Karlsson 51' | Relatório | Kulenović 72' | Árbitro: RUS Sergei Ivanov |

| 29 de Outubro de 2020 | Real Sociedad | 0 – 1     | Napoli       | Estádio Anoeta, San Sebastián |
| 21:00                 |               | Relatório | Politano 56' | Árbitro: ENG Craig Pawson     |

| 05 de Novembro de 2020 | Rijeka    | 1 – 2     | Napoli                   | Stadion Rujevica, Rijeka        |
| 18:55                  | Murić 13' | Relatório | Demme 43' · Politano 62' | Árbitro: FIN Mattias Gestranius |

| 05 de Novembro de 2020 | Real Sociedad | 1 – 0     | AZ Alkmaar | Estádio Anoeta, San Sebastián |
| 18:55                  | Portu 58'     | Relatório |            | Árbitro: SCO John Beaton      |

| 26 de Novembro de 2020 | Napoli                           | 2 – 0     | Rijeka | Estádio San Paolo, Nápoles |
| 21:00                  | Anastasio 41' (g.c) · Lozano 75' | Relatório |        | Árbitro: TUR Halis Özkahya |

| 26 de Novembro de 2020 | AZ Alkmaar | 0 – 0     | Real Sociedad | AFAS Stadion, Alkmaar           |
| 21:00                  |            | Relatório |               | Árbitro: MKD Aleksandar Stavrev |

| 03 de Dezembro de 2020 | AZ Alkmaar       | 1 – 1     | Napoli     | AFAS Stadion, Alkmaar     |
| 21:00                  | Martins Indi 54' | Relatório | Mertens 6' | Árbitro: FRA Ruddy Buquet |

| 03 de Dezembro de 2020 | Real Sociedad              | 2 – 2     | Rijeka                     | Estádio Anoeta, San Sebastián |
| 21:00                  | Bautista 69' · Monreal 79' | Relatório | Velkovski 38' · Lončar 73' | Árbitro: POR João Pinheiro    |

| 10 de Dezembro de 2020 | Napoli        | 1 – 1     | Real Sociedad      | Estádio San Paolo, Nápoles  |
| 18:55                  | Zieliński 35' | Relatório | Willian José 90+2' | Árbitro: ISR Orel Grinfeeld |

| 10 de Dezembro de 2020 | Rijeka                     | 2 – 1     | AZ Alkmaar  | Stadion Rujevica, Rijeka    |
| 18:55                  | Menalo 52' · Tomečak 90+3' | Relatório | Wijndal 57' | Árbitro: RUS Sergei Karasev |

#### Grupo G
| Pos | Equipe        | Pts | J | V | E | D | GP | GC | SG | Classificado                     |  | LEI | BRA | ZOR | AEK |
| --- | ------------- | --- | - | - | - | - | -- | -- | -- | -------------------------------- |  | --- | --- | --- | --- |
| 1   | Leicester     | 13  | 6 | 4 | 1 | 1 | 14 | 5  | +9 | Classificado às oitavas de final |  | —   | 4–0 | 3–0 | 2–0 |
| 2   | Braga         | 13  | 6 | 4 | 1 | 1 | 14 | 10 | +4 | Classificado às oitavas de final |  | 3–3 | —   | 2–0 | 3–0 |
| 3   | Zorya Luhansk | 6   | 6 | 2 | 0 | 4 | 6  | 11 | −5 | Eliminado                        |  | 1–0 | 1–2 | —   | 1–4 |
| 4   | AEK Atenas    | 3   | 6 | 1 | 0 | 5 | 7  | 15 | −8 | Eliminado                        |  | 1–2 | 2–4 | 0–3 | —   |

1. 1 2  Pontos de confronto direto: Leicester City 4, Braga 1.

| 22 de Outubro de 2020 | Braga                                                   | 3 – 0     | AEK Atenas | Estádio Municipal de Braga, Braga |
| 21:00 (20:00 WEST)    | Wenderson Galeno 44' · Paulinho 78' · Ricardo Horta 88' | Relatório |            | Árbitro: FRA Ruddy Buquet         |

| 22 de Outubro de 2020 | Leicester                                 | 3 – 0     | Zorya Luhansk | King Power Stadium, Leicester   |
| 21:00 (20:00 BST)     | Maddison 29' · Barnes 45' · Iheanacho 67' | Relatório |               | Árbitro: FRA Stéphanie Frappart |

| 29 de Outubro de 2020 | AEK Atenas   | 1 – 2     | Leicester                       | Estádio Olímpico de Atenas, Atenas |
| 18:55 (19:55 EET)     | Tanković 49' | Relatório | Vardy 18' (pen) · Choudhury 39' | Árbitro: AUT Harald Lechner        |

| 29 de Outubro de 2020 | Zorya Luhansk    | 1 – 2     | Braga                    | Slavutych Arena, Zaporizhzhya  |
| 18:55 (19:55 EET)     | Ivanisenya 90+6' | Relatório | Paulinho 4' · Gaitán 11' | Árbitro: GEO Giorgi Kruashvili |

| 05 de Novembro de 2020 | Zorya Luhansk | 1 – 4     | AEK Atenas                                   | Slavutych Arena, Zaporizhzhya |
| 21:00 (22:00 EET)      | Kocherhin 81' | Relatório | Tanković 7' · Mantalos 34' · Livaja 54', 81' | Árbitro: SCO William Collum   |

| 05 de Novembro de 2020 | Leicester                                     | 4 – 0     | Braga | King Power Stadium, Leicester |
| 21:00 (20:00 GMT)      | Iheanacho 21', 48' · Praet 67' · Maddison 78' | Relatório |       | Árbitro: NED Bas Nijhuis      |

| 26 de Novembro de 2020 | Braga                                           | 3 – 3     | Leicester                            | Estádio Municipal de Braga, Braga |
| 18:55 (19:55 WET)      | Paulinho 4' · Al Musrati 24' · Fransérgio 90+1' | Relatório | Barnes 9' · Thomas 79' · Vardy 90+5' | Árbitro: ITA Daniele Orsato       |

| 26 de Novembro de 2020 | AEK Atenas | 0 – 3     | Zorya Luhansk                                  | Estádio Olímpico de Atenas, Atenas |
| 18:55 (19:55 EET)      |            | Relatório | Hromov 61' · Kabayev 76' · Yurchenko 86' (pen) | Árbitro: AZE Aliyar Aghayev        |

| 03 de Dezembro de 2020 | AEK Atenas                                  | 2 – 4     | Braga                                                                            | Estádio Olímpico de Atenas, Atenas |
| 18:55 (19:55 EET)      | Nélson Oliveira 31' · Vasilantonopoulos 89' | Relatório | Vitor Tormena 8' · Ricardo Esgaio 10' · Ricardo Horta 45' · Wenderson Galeno 83' | Árbitro: BUL Georgi Kabakov        |

| 03 de Dezembro de 2020 | Zorya Luhansk    | 1 – 0     | Leicester | Slavutych Arena, Zaporizhzhya |
| 18:55 (19:55 EET)      | Sayyadmanesh 84' | Relatório |           | Árbitro: NOR Espen Eskås      |

| 10 de Dezembro de 2020 | Braga                                    | 2 – 0     | Zorya Luhansk | Estádio Municipal de Braga, Braga |
| 21:00 (22:00 WET)      | Abu Hanna 61' (g.c.) · Ricardo Horta 68' | Relatório |               | Árbitro: POL Daniel Stefanski     |

| 10 de Dezembro de 2020 | Leicester              | 2 – 0     | AEK Atenas | King Power Stadium, Leicester |
| 21:00 (20:00 GMT)      | Ünder 12' · Barnes 14' | Relatório |            | Árbitro: BEL Lawrence Visser  |

#### Grupo H
| Pos | Equipe       | Pts | J | V | E | D | GP | GC | SG | Classificado                     |  | MIL | LOSC | SPP | CEL |
| --- | ------------ | --- | - | - | - | - | -- | -- | -- | -------------------------------- |  | --- | ---- | --- | --- |
| 1   | Milan        | 13  | 6 | 4 | 1 | 1 | 12 | 7  | +5 | Classificado às oitavas de final |  | —   | 0–3  | 3–0 | 4–2 |
| 2   | Lille        | 11  | 6 | 3 | 2 | 1 | 14 | 8  | +6 | Classificado às oitavas de final |  | 1–1 | —    | 2–1 | 2–2 |
| 3   | Sparta Praga | 6   | 6 | 2 | 0 | 4 | 10 | 12 | −2 | Eliminado                        |  | 0–1 | 1–4  | —   | 4–1 |
| 4   | Celtic       | 4   | 6 | 1 | 1 | 4 | 10 | 19 | −9 | Eliminado                        |  | 1–3 | 3–2  | 1–4 | —   |

| 22 de Outubro de 2020 | Sparta Praga | 1 – 4     | Lille                                    | Generali Arena, Praga     |
| 21:00 (20:00 BST)     | Dočkal 47'   | Relatório | Yusuf Yazıcı 45+1', 60', 75' · Ikoné 66' | Árbitro: CRO Duje Strukan |

| 22 de Outubro de 2020 | Celtic          | 1 – 3     | Milan                                 | Celtic Park, Glasgow   |
| 21:00                 | Elyounoussi 76' | Relatório | Krunić 14' · Brahim 42' · Hauge 90+2' | Árbitro: SVN Matej Jug |

| 29 de Outubro de 2020 | Milan                                    | 3 – 0     | Sparta Praga | San Siro, Milão            |
| 18:55                 | Brahim 24' · Rafael Leão 57' · Dalot 67' | Relatório |              | Árbitro: TUR Halis Özkahya |

| 29 de Outubro de 2020 | Lille                      | 2 – 2     | Celtic               | Stade Pierre-Mauroy, Villeneuve-d'Ascq |
| 18:55                 | Zeki Çelik 67' · Ikoné 75' | Relatório | Elyounoussi 28', 33' | Árbitro: MKD Aleksandar Stavrev        |

| 05 de Novembro de 2020 | Celtic        | 1 – 4     | Sparta Praga                     | Celtic Park, Glasgow       |
| 21:00 (20:00 GMT)      | Griffiths 65' | Relatório | Juliš 26', 45', 77' · Krejčí 90' | Árbitro: ROU István Kovács |

| 05 de Novembro de 2020 | Milan | 0 – 3     | Lille                            | San Siro, Milão                 |
| 21:00                  |       | Relatório | Yusuf Yazıcı 22' (pen), 55', 58' | Árbitro: POL Bartosz Frankowski |

| 26 de Novembro de 2020 | Sparta Praga                                | 4 – 1     | Celtic      | Generali Arena, Praga       |
| 18:55                  | Hancko 27' · Juliš 38', 80' · Plavšić 90+4' | Relatório | Édouard 15' | Árbitro: GER Tobias Stieler |

| 26 de Novembro de 2020 | Lille     | 1 – 1     | Milan          | Stade Pierre-Mauroy, Villeneuve-d'Ascq |
| 18:55                  | Bamba 65' | Relatório | Castillejo 46' | Árbitro: ENG Craig Pawson              |

| 03 de Dezembro de 2020 | Milan                                                    | 4 – 2     | Celtic                 | San Siro, Milão                |
| 18:55                  | Çalhanoğlu 24' · Castillejo 26' · Hauge 50' · Brahim 82' | Relatório | Rogic 7' · Édouard 14' | Árbitro: ESP Ricardo de Burgos |

| 03 de Dezembro de 2020 | Lille           | 2 – 1     | Sparta Praga | Stade Pierre-Mauroy, Villeneuve-d'Ascq |
| 18:55                  | Yılmaz 80', 84' | Relatório | Krejčí 71'   | Árbitro: ESP Xavier Estrada Fernandez  |

| 10 de Dezembro de 2020 | Sparta Praga | 0 – 1     | Milan     | Generali Arena, Praga       |
| 21:00                  |              | Relatório | Hauge 23' | Árbitro: GER Daniel Siebert |

| 10 de Dezembro de 2020 | Celtic                                          | 3 – 2     | Lille                | Celtic Park, Glasgow         |
| 21:00 (20:00 GMT)      | Jullien 22' · McGregor 28' (pen) · Turnbull 75' | Relatório | Ikoné 24' · Weah 71' | Árbitro: POR Fabio Verissimo |

#### Grupo I
| Pos | Equipe           | Pts | J | V | E | D | GP | GC | SG  | Classificado                     |  | VIL | MTA | SIV | QRB |
| --- | ---------------- | --- | - | - | - | - | -- | -- | --- | -------------------------------- |  | --- | --- | --- | --- |
| 1   | Villarreal       | 16  | 6 | 5 | 1 | 0 | 17 | 5  | +12 | Classificado às oitavas de final |  | —   | 4–0 | 5–3 | 3–0 |
| 2   | Maccabi Tel Aviv | 11  | 6 | 3 | 2 | 1 | 6  | 7  | −1  | Classificado às oitavas de final |  | 1–1 | —   | 1–0 | 1–0 |
| 3   | Sivasspor        | 6   | 6 | 2 | 0 | 4 | 9  | 11 | −2  | Eliminado                        |  | 0–1 | 1–2 | —   | 2–0 |
| 4   | Qarabağ          | 1   | 6 | 0 | 1 | 5 | 4  | 13 | −9  | Eliminado                        |  | 1–3 | 1–1 | 2–3 | —   |

1. ↑  A partida Villarreal x Qarabağ foi considerada uma vitória por 3 a 0 para o Villarreal após ter sido cancelada porque vários jogadores do time do Qarabağ testaram positivo para o SARS-CoV-2.

| 22 de Outubro de 2020 | Maccabi Tel Aviv | 1 – 0     | Qarabağ | Estádio Bloomfield, Tel Aviv |
| 21:00                 | Cohen 10'        | Relatório |         | Árbitro: SCO John Beaton     |

| 22 de Outubro de 2020 | Villarreal                                               | 5 – 3     | Sivasspor                                  | Estádio de La Cerámica, Villareal |
| 21:00 (22:00 IDT)     | Kubo 13' · Bacca 20' · Foyth 57' · Paco Alcácer 74', 78' | Relatório | Kayode 33' · Yatabaré 43' · Max Gradel 64' | Árbitro: POL Paweł Raczkowski     |

| 29 de Outubro de 2020 | Qarabağ   | 1 – 3     | Villarreal                               | Estádio Tofiq Bahramov, Baku |
| 18:55                 | Owusu 78' | Relatório | Pino 80' · Paco Alcácer 85', 90+5' (pen) | Árbitro: CZE Pavel Orel      |

| 29 de Outubro de 2020 | Sivasspor  | 1 – 2     | Maccabi Tel Aviv             | New Sivas 4 Eylül Stadium, Sivas |
| 18:55 (20:55 TRT)     | Kayode 55' | Relatório | Biton 69' (pen) · Peretz 74' | Árbitro: BIH Irfan Peljto        |

| 05 de Novembro de 2020 | Sivasspor                  | 2 – 0     | Qarabağ | New Sivas 4 Eylül Stadium, Sivas |
| 18:55 (20:55 TRT)      | Osmanpaşa 11' · Kayode 88' | Relatório |         | Árbitro: SUI Sandro Schärer      |

| 05 de Novembro de 2020 | Villarreal                           | 4 – 0     | Maccabi Tel Aviv | Estádio de La Cerámica, Villareal |
| 21:00                  | Bacca 4', 52' · Baena 71' · Niño 81' | Relatório |                  | Árbitro: MNE Nikola Dabanović     |

| 26 de Novembro de 2020 | Maccabi Tel Aviv | 1 – 1     | Villarreal | Estádio Bloomfield, Tel Aviv |
| 18:55 (19:55 IST)      | Pešić 47'        | Relatório | Baena 45'  | Árbitro: POR Tiago Martins   |

| 26 de Novembro de 2020 | Qarabağ               | 2 – 3     | Sivasspor                        | Estádio Tofiq Bahramov, Baku |
| 18:55                  | Zoubir 8' · Matić 51' | Relatório | Koné 40' (pen), 79' · Kayode 58' | Árbitro: DEN Jakob Kehlet    |

| 03 de Dezembro de 2020 | Qarabağ    | 1 – 1     | Maccabi Tel Aviv | Estádio Tofiq Bahramov, Baku |
| 18:55                  | Romero 37' | Relatório | Cohen 22' (pen)  | Árbitro: IRL Robert Hennessy |

| 03 de Dezembro de 2020 | Sivasspor | 0 – 1     | Villarreal    | New Sivas 4 Eylül Stadium, Sivas |
| 18:55 (20:55 TRT)      |           | Relatório | Chukwueze 75' | Árbitro: CRO Duje Strukan        |

| 10 de Dezembro de 2020 | Maccabi Tel Aviv | 1 – 0     | Sivasspor | Estádio Bloomfield, Tel Aviv  |
| 21:00 (22:00 IST)      | Saborit 67'      | Relatório |           | Árbitro: LVA Andris Treimanis |

| 10 de Dezembro de 2020 | Villarreal | –         | Qarabağ | Estádio de La Cerámica, Villareal |
| 21:00                  |            | Relatório |         |                                   |

#### Grupo J
| Pos | Equipe     | Pts | J | V | E | D | GP | GC | SG  | Classificado                     |  | TOT | ANT | LASK | LUD |
| --- | ---------- | --- | - | - | - | - | -- | -- | --- | -------------------------------- |  | --- | --- | ---- | --- |
| 1   | Tottenham  | 13  | 6 | 4 | 1 | 1 | 15 | 5  | +10 | Classificado às oitavas de final |  | —   | 2–0 | 3–0  | 4–0 |
| 2   | Antwerp    | 12  | 6 | 4 | 0 | 2 | 8  | 5  | +3  | Classificado às oitavas de final |  | 1–0 | —   | 0–1  | 3–1 |
| 3   | LASK       | 10  | 6 | 3 | 1 | 2 | 11 | 12 | −1  | Eliminado                        |  | 3–3 | 0–2 | —    | 4–3 |
| 4   | Ludogorets | 0   | 6 | 0 | 0 | 6 | 7  | 19 | −12 | Eliminado                        |  | 1–3 | 1–2 | 1–3  | —   |

| 22 de Outubro de 2020 | Tottenham                               | 3 – 0     | LASK | Tottenham Hotspur Stadium, Londres |
| 21:00 (22:00 BST)     | Lucas 18' · Andrade 27' (g.c) · Son 84' | Relatório |      | Árbitro: SWE Mohammed Al-Hakim     |

| 22 de Outubro de 2020 | Ludogorets | 1 – 2     | Antwerp                    | Ludogorets Arena, Razgrad     |
| 21:00 (22:00 EEST)    | Marín 46'  | Relatório | Gerkens 63' · Refaelov 70' | Árbitro: ISR Roi Reinshreiber |

| 29 de Outubro de 2020 | LASK                                                 | 4 – 3     | Ludogorets               | Linzer Stadion, Linz                  |
| 18:55                 | Balić 2' · Gruber 12' · Raguž 35' · Verdon 56' (g.c) | Relatório | Manu 15', 67', 74' (pen) | Árbitro: ESP Xavier Estrada Fernandez |

| 29 de Outubro de 2020 | Antwerp      | 1 – 0     | Tottenham | Bosuilstadion, Antuérpia      |
| 18:55                 | Refaelov 29' | Relatório |           | Árbitro: ITA Maurizio Mariani |

| 05 de Novembro de 2020 | Ludogorets | 1 – 3     | Tottenham                           | Ludogorets Arena, Razgrad |
| 18:55 (19:55 EET)      | Keșerü 50' | Relatório | Kane 13' · Lucas 33' · Lo Celso 62' | Árbitro: CRO Fran Jović   |

| 05 de Novembro de 2020 | Antwerp | 0 – 1     | LASK          | Bosuilstadion, Antuérpia         |
| 21:00                  |         | Relatório | Eggestein 55' | Árbitro: UKR Yevhenii Aranovskiy |

| 26 de Novembro de 2020 | LASK | 0 – 2     | Antwerp                    | Linzer Stadion, Linz        |
| 18:55                  |      | Relatório | Refaelov 53' · Gerkens 83' | Árbitro: LTU Donatas Rumšas |

| 26 de Novembro de 2020 | Tottenham                                        | 4 – 0     | Ludogorets | Tottenham Hotspur Stadium, Londres |
| 21:00 (20:00 GMT)      | Carlos Vinícius 16', 34' · Winks 63' · Moura 73' | Relatório |            | Árbitro: GEO Giorgi Kruashvili     |

| 03 de Dezembro de 2020 | LASK                                         | 3 – 3     | Tottenham                                        | Linzer Stadion, Linz          |
| 18:55                  | Michorl 42' · Eggestein 84' · Karamoko 90+3' | Relatório | Bale 45+2' (pen) · Son 56' · Dele Alli 87' (pen) | Árbitro: POL Paweł Raczkowski |

| 03 de Dezembro de 2020 | Antwerp                               | 3 – 1     | Ludogorets   | Bosuilstadion, Antuérpia |
| 18:55                  | Hongla 19' · De Laet 72' · Benson 87' | Relatório | Despodov 53' | Árbitro: CZE Pavel Orel  |

| 10 de Dezembro de 2020 | Tottenham                          | 2 – 0     | Antwerp | Tottenham Hotspur Stadium, Londres |
| 21:00 (20:00 GMT)      | Carlos Vinícius 57' · Lo Celso 71' | Relatório |         | Árbitro: ESP Jesús Gil Manzano     |

| 10 de Dezembro de 2020 | Ludogorets | 1 – 3     | LASK                                          | Ludogorets Arena, Razgrad   |
| 21:00 (22:00 EET)      | Manu 46'   | Relatório | Wiesinger 56' · Renner 62' (pen) · Madsen 67' | Árbitro: RUS Vitali Meshkov |

#### Grupo K
| Pos | Equipe        | Pts | J | V | E | D | GP | GC | SG | Classificado                     |  | DZG | WAC | FEY | CSM |
| --- | ------------- | --- | - | - | - | - | -- | -- | -- | -------------------------------- |  | --- | --- | --- | --- |
| 1   | Dínamo Zagreb | 14  | 6 | 4 | 2 | 0 | 9  | 1  | +8 | Classificado às oitavas de final |  | —   | 1–0 | 0–0 | 3–1 |
| 2   | Wolfsberger   | 10  | 6 | 3 | 1 | 2 | 7  | 6  | +1 | Classificado às oitavas de final |  | 0–3 | —   | 1–0 | 1–1 |
| 3   | Feyenoord     | 5   | 6 | 1 | 2 | 3 | 4  | 8  | −4 | Eliminado                        |  | 0–2 | 1–4 | —   | 3–1 |
| 4   | CSKA Moscou   | 3   | 6 | 0 | 3 | 3 | 3  | 8  | −5 | Eliminado                        |  | 0–0 | 0–1 | 0–0 | —   |

| 22 de Outubro de 2020 | Dínamo Zagreb | 0 – 0     | Feyenoord | Estádio Maksimir, Zagreb        |
| 21:00                 |               | Relatório |           | Árbitro: FIN Mattias Gestranius |

| 22 de Outubro de 2020 | Wolfsberger      | 1 – 1     | CSKA Moscou | Wörthersee Stadion, Klagenfurt |
| 21:00                 | Liendl 42' (pen) | Relatório | Gaich 5'    | Árbitro: GER Sascha Stegemann  |

| 29 de Outubro de 2020 | CSKA Moscou | 0 – 0     | Dínamo Zagreb | VEB Arena, Moscou          |
| 18:55 (20:55 MSK)     |             | Relatório |               | Árbitro: ROU Radu Petrescu |

| 29 de Outubro de 2020 | Feyenoord    | 1 – 4     | Wolfsberger                                          | Estádio De Kuip, Roterdã    |
| 18:55                 | Berghuis 54' | Relatório | Liendl 4' (pen), 13' (pen), 60' · Joveljić 66' (pen) | Árbitro: UKR Mykola Balakin |

| 05 de Novembro de 2020 | Dínamo Zagreb | 1 – 0     | Wolfsberger | Estádio Maksimir, Zagreb    |
| 21:00                  | Atiemwen 76'  | Relatório |             | Árbitro: FRA Jérôme Brisard |

| 05 de Novembro de 2020 | Feyenoord                             | 3 – 1     | CSKA Moscou      | Estádio De Kuip, Roterdã      |
| 21:00                  | Haps 63' · Kökçü 71' · Geertruida 72' | Relatório | Senesi 80' (g.c) | Árbitro: ISR Roi Reinshreiber |

| 26 de Novembro de 2020 | CSKA Moscou | 0 – 0     | Feyenoord | VEB Arena, Moscou          |
| 18:55 (20:55 MSK)      |             | Relatório |           | Árbitro: EST Kristo Tohver |

| 26 de Novembro de 2020 | Wolfsberger | 0 – 3     | Dínamo Zagreb                             | Wörthersee Stadion, Klagenfurt |
| 18:55                  |             | Relatório | Majer 60' · Petković 75' · Ivanušec 90+1' | Árbitro: UKR Serhiy Boiko      |

| 03 de Dezembro de 2020 | CSKA Moscou | 0 – 1     | Wolfsberger  | VEB Arena, Moscou             |
| 18:55 (20:55 MSK)      |             | Relatório | Vizinger 22' | Árbitro: MNE Nikola Dabanović |

| 03 de Dezembro de 2020 | Feyenoord | 0 – 2     | Dínamo Zagreb                    | Estádio De Kuip, Roterdã    |
| 18:55                  |           | Relatório | Petković 45+5' (pen) · Majer 53' | Árbitro: ENG Chris Kavanagh |

| 10 de Dezembro de 2020 | Dínamo Zagreb                           | 3 – 1     | CSKA Moscou   | Estádio Maksimir, Zagreb   |
| 21:00                  | Gvardiol 28' · Oršić 41' · Kastrati 75' | Relatório | Bistrović 77' | Árbitro: POR Tiago Martins |

| 10 de Dezembro de 2020 | Wolfsberger  | 1 – 0     | Feyenoord | Wörthersee Stadion, Klagenfurt |
| 21:00                  | Joveljić 31' | Relatório |           | Árbitro: POL Paweł Raczkowski  |

#### Grupo L
| Pos | Equipe           | Pts | J | V | E | D | GP | GC | SG  | Classificado                     |  | HOF | ZVE | LIB | GNT |
| --- | ---------------- | --- | - | - | - | - | -- | -- | --- | -------------------------------- |  | --- | --- | --- | --- |
| 1   | Hoffenheim       | 16  | 6 | 5 | 1 | 0 | 17 | 2  | +15 | Classificado às oitavas de final |  | —   | 2–0 | 5–0 | 4–1 |
| 2   | Estrela Vermelha | 11  | 6 | 3 | 2 | 1 | 9  | 4  | +5  | Classificado às oitavas de final |  | 0–0 | —   | 5–1 | 2–1 |
| 3   | Slovan Liberec   | 7   | 6 | 2 | 1 | 3 | 4  | 13 | −9  | Eliminado                        |  | 0–2 | 0–0 | —   | 1–0 |
| 4   | Gent             | 0   | 6 | 0 | 0 | 6 | 4  | 15 | −11 | Eliminado                        |  | 1–4 | 0–2 | 1–2 | —   |

| 22 de Outubro de 2020 | Hoffenheim                     | 2 – 0     | Estrela Vermelha | Rhein-Neckar-Arena, Sinsheim     |
| 21:00                 | Baumgartner 64' · Dabbur 90+3' | Relatório |                  | Árbitro: ESP Alejandro Hernández |

| 22 de Outubro de 2020 | Slovan Liberec  | 1 – 0     | Gent | Stadion u Nisy, Liberec             |
| 21:00                 | Yusuf Helal 29' | Relatório |      | Árbitro: AUT Manuel Schuettengruber |

| 29 de Outubro de 2020 | Estrela Vermelha                                               | 5 – 1     | Slovan Liberec | Estádio Estrela Vermelha, Belgrado |
| 18:55                 | Ben Nabouhane 7', 22' · Gajić 50' · Katai 67' · Falcinelli 70' | Relatório | Matoušek 41'   | Árbitro: POR Fabio Verissimo       |

| 29 de Outubro de 2020 | Gent              | 1 – 4     | Hoffenheim                                                              | Ghelamco Arena, Gent        |
| 18:55                 | Kleindienst 90+3' | Relatório | Belfodil 36' (pen) · Grillitsch 52' · Gaćinović 73' · Baumgartner 90+4' | Árbitro: SUI Sandro Schärer |

| 05 de Novembro de 2020 | Estrela Vermelha      | 2 – 1     | Gent             | Estádio Estrela Vermelha, Belgrado |
| 21:00                  | Kanga 12' · Katai 59' | Relatório | Odjidja-Ofoe 31' | Árbitro: ITA Michael Fabbri        |

| 05 de Novembro de 2020 | Hoffenheim                                          | 5 – 0     | Slovan Liberec | Rhein-Neckar-Arena, Sinsheim |
| 21:00                  | Dabbur 22', 30' · Grillitsch 59' · Adamyan 71', 76' | Relatório |                | Árbitro: RUS Sergei Karasev  |

| 26 de Novembro de 2020 | Gent | 0 – 2     | Estrela Vermelha            | Ghelamco Arena, Gent     |
| 18:55                  |      | Relatório | Petrović 2' · Milunović 58' | Árbitro: SVK Filip Glova |

| 26 de Novembro de 2020 | Slovan Liberec | 0 – 2     | Hoffenheim                                     | Stadion u Nisy, Liberec     |
| 18:55                  |                | Relatório | Christoph Baumgartner 77' · Kramarić 89' (pen) | Árbitro: FRA Jérôme Brisard |

| 03 de Dezembro de 2020 | Estrela Vermelha | 0 – 0     | Hoffenheim | Estádio Estrela Vermelha, Belgrado |
| 18:55                  |                  | Relatório |            | Árbitro: SCO Bobby Madden          |

| 03 de Dezembro de 2020 | Gent          | 1 – 2     | Slovan Liberec           | Ghelamco Arena, Gent         |
| 18:55                  | Yaremchuk 60' | Relatório | Mara 32' · Kacharaba 55' | Árbitro: UKR Kateryna Monzul |

| 10 de Dezembro de 2020 | Hoffenheim                               | 4 – 1     | Gent              | Rhein-Neckar-Arena, Sinsheim       |
| 21:00                  | Beier 21', 49' · Skov 26' · Kramarić 64' | Relatório | Núrio Fortuna 81' | Árbitro: GRE Anastasios Papapetrou |

| 10 de Dezembro de 2020 | Slovan Liberec | 0 – 0     | Estrela Vermelha | Stadion u Nisy, Liberec         |
| 21:00                  |                | Relatório |                  | Árbitro: FIN Mattias Gestranius |